# منطقه کلان‌شهری شریوپورت-بووژر
منطقه کلان‌شهری شریوپورت-بووژر (به انگلیسی: Shreveport–Bossier City metropolitan area) یک منطقه آماری کلان‌شهری در ایالات متحده آمریکا است که در شمال غربی استان لوئیزیانا واقع شده‌است.
این منطقه در سرشماری ۲۰۱۰ ایالات متحده آمریکا ۴۳۹٬۰۰۰ نفر جمعیت داشته‌است؛ و در سال ۲۰۱۷ میلادی جمعیت آن ۴۴۰٬۹۳۳ نفر بوده‌است.